# Frankrig
Frankrig (fransk: France), officielt Den Franske Republik (fransk: République française), er et land i Vesteuropa. Frankrig har kyst mod Atlanterhavet, den Engelske Kanal, Nordsøen og Middelhavet. I syd grænser det mod Spanien og Andorra, i øst mod Italien, Monaco og Schweiz og i nordøst mod Tyskland, Luxembourg og Belgien. Uden for Europa grænser Fransk Guyana op til Brasilien, som er den længste grænse (673 kilometer), og op til Surinam og Sint Maarten. 
Frankrig er en demokratisk republik med en præsident, der har visse magtbeføjelser. Landet har siden starten af først Europæiske Kul- og Stålfællesskab, senere EF og nu EU været aktiv i det europæiske samarbejde, og er med sine godt 68 millioner indbyggere (2023) EU's næststørste medlem. Landet er medlem af G8, NATO og er et af fem lande i verden med en fast plads i FN's sikkerhedsråd.
Frankrig blev dannet på resterne af Romerriget, hvor det germanske folkeslag frankerne styrede landet. Derfor kom det til at hedde Frankrig afledt af frankernes rige.

## Historie

### Romerrige og germanske stammer
Frankrig var oprindeligt befolket af gallere, der tilhørte den keltiske kultur. Gallien blev erobret af Romerriget (Julius Cæsar) i det første århundrede f.Kr., og gallerne tog derefter langsomt latinsk sprog og kultur til sig, dog med enkelte undtagelser: Eksempelvis vedblev den vestligste del af Frankrig, Bretagne at være præget af keltisk kultur. 
Kristendommen slog igennem via romerne og slog rødder i landet i det andet og tredje århundrede. 
I forbindelse med romerrigets sammenbrud i 400-tallet blev Gallien flere gange invaderet af germanske folkestammer, der ikke blot vandrede igennem det galliske område, men også etablerede små kongeriger i Gallien. Visigoter havde i 400-tallet oprettet et germansk styret kongedømme i Sydfrankrig, mens burgundere havde grundlagt kongedømmer længere mod nordøst. I nord begyndte en kongeslægt af frankerne at sætte sig på magten. Som den første af de germanske invasorer konverterede den første kendte frankiske konge Klodevig i 498 til den romerske kristendom. De fleste germanere havde førhen tilhørt den østlige arianske kristendom.
I løbet af de næste par århundreder konsoliderede de frankiske konger sig i landet og kunne efterhånden underlægge sig det meste af det område, vi i dag kender som Frankrig. Ved slaget ved Poitiers i 731 lykkedes det frankerne at stoppe arabiske hæres fremmarch i Europa.
Efterhånden blev frankerriget udvidet betragteligt, så det også kom til at omfatte store dele af Nederlandene og Tyskland. Tilværelsen som en uafhængig enhed startede for Frankrigs vedkommende først med delingen i 843 af Karl den Stores frankiske kejserrige i en østlig, en central og en vestlig del. Den østlige del var begyndelsen på det, som blev til Tyskland; den vestlige del er nu Frankrig.

### Frankrig i middelalderen
Efter delingen blev Frankrig mere og mere præget af uro. Vikingerne hærgede landet, normannerne i nord kunne ikke altid styres, og den oldgermanske arveskik med at dele landet mellem arvingerne udskilte nye kongeriger. Landet var ekstremt decentraliseret på denne tid; hvis kongen bevægede sig ud fra sit magtcentrum, kunne han risikere at blive taget som gidsel af adelsmænd.
Da engelske konger gennem normanniske forbindelser mente at have krav på den franske krone, var der garanteret strid mellem de to lande. Mest voldeligt blev sammenstødet i Hundredeårskrigen fra 1337 til 1453, som egentlig var en række forskellige krige. Krig og pest hærgede landet, og befolkningen blev kraftigt decimeret. Til sidst lykkedes det Frankrig at besejre sine fjender. Adelen havde måttet erkende, at det hidtidige decentraliserede feudale system ikke sikrede et ordentligt forsvar. Den blev derfor tvunget til at lade en samlende konge bestemme mere. Under Charles VII opstod således under Hundredeårskrigen den første samlede franske hær.

### Enevælde
Overgangen fra udpræget feudalstyre til stadig stigende magt til kongen fortsatte i løbet af det 1500- og 1600-tallet. De franske konger gjorde efterhånden krav på at være "udvalgt af gud" for at legitimere deres status som herskere. Perioderne under de stærke franske konger blev præget af stigende religiøs uro. Den lutherske lære gav startskuddet til en række trosretninger, der udfordrede den enevældiges monarks gudgivne krav på tronen, og Frankrig indledte undertrykkelse af religiøse minoriteter. Under Bartholomæusnatten i 1572 blev flere tusinde huguenotter (protestanter) massakreret. Den efterfølgende udvandring af dygtige protestantiske håndværkere og handelsmænd betød visse økonomiske problemer for landet. Indadtil blev landet stabiliseret, da forskellige religiøse retninger nu ikke længere kunne forstyrre den enevældige orden.

## Politik
Frankrig er en sekulær republik med en folkevalgt præsident, premierminister og lovgivende forsamling. Grundloven er nedfæstet i den såkaldte Femte Republik fra 1958 med Charles de Gaulle som dens første præsident.
Nationalforsamlingen i Frankrig består af 577 medlemmer, mens andetkammeret, Senatet, har 348 medlemmer.

### Korruption
Korruption er i Frankrig et relativt stort problem i sammenligning med andre europæiske lande. Således ligger landet på en 12. plads internt i Europa og på en 22. plads globalt på en liste over lande med mindst korruption. I en rapport fra EU-kommissionen, baseret på en undersøgelse blandt EU's borgere, konkluderer, at 68% af franskmændene mener, at korruption er et udbredt problem i deres land. Hele 60 % af de franske firmaer mener, at korruption udgør en hindring for at drive forretning i landet. Rapporten peger på, at problemet er særligt stort på lokalpolitisk niveau og i forbindelse med offentlige indkøb. Derudover anbefaler rapporten en stramning af lovgivningen om bestikkelse i udlandet, at problemerne omkring finansiering af politiske partier adresseres, samt at de offentlige anklageres uafhængighed styrkes. 
At korruptionen stikker dybt i det franske samfund, kan man se af de sager, der med jævne mellemrum dukker op om franske toppolitikeres belønning af venner for private tjenester med offentlige kontrakter. Også partimidler bruges til at betale vennetjenester, ligesom flere politikere er blevet afsløret i at have  hemmelige konti i skattelylande.
I 2013 vedtog man i Frankrig en lov om at oprette et kontor under det nationale politi til bekæmpelse af korruption.

## Geografi
Frankrig strækker sig fra Middelhavet til Nordsøen og fra Rhinen til Atlanterhavet. 
Ud over moderlandet i Vesteuropa (la métropole) består Frankrig af territorier i Nordamerika, Caribien, Sydamerika, det Indiske ocean, Stillehavet og Antarktis.
Frankrig rummer mange varierede typer af landskaber fra kystsletterne i nord og i vest ved Atlanten og Nordsøen til de store bjergkæder Pyrenæerne i syd og Alperne i øst med Alpernes højeste bjergtop, det 4.810 meter høje Mont Blanc. Inde i landet findes andre bjergkæder som Centralmassivet, Juraen og Vogeserne. 

### Klima
Klimaet i det nordlige Frankrig er køligt og fugtigt, mens der i de sydlige dele er et tørt og varmt middelhavsklima. I området mellem Centralmassivet og Middelhavet findes også de legendariske vinde Mistral og Scirocco. Frankrig er, undtagen alpeområdet, forskånet for ekstreme klimaforhold. Sydfrankrig er et sub-tropisk klimabælte.

### Floder
Frankrig gennemstrømmes af fire store flodsystemer, hvoraf tre udmunder i Atlanten, mens Rhônen udmunder i Middelhavet.
De største franske floder er:
- Loire – udmunder i Biscayabugten.
- Rhône – udspringer i Schweiz og løber ind i Frankrig via Genevesøen for siden at møde Saône ved Lyon. Som den eneste store, franske flod, udmunder Rhônen i Middelhavet ved Marseille.
- Seinen – udmunder i den engelske kanal som den eneste større flod. Vigtige bifloder er Oise, Marne, Yonne og Aube.
- Garonne – udspringer i Spanien og passerer den franske grænse og løber igennem byer som Toulouse og Bordeaux.

Den møder Dordogne ved "Bec d'Ambés" for at ende som den mægtige Gironde.
- Meuse – udspringer i Frankrig og udmunder i Belgien og Holland.
- Rhinen – udgør Frankrigs grænse mod Tyskland.

### Større byer
Større franske byer:
- Paris (hovedstad)
- Besançon
- Bordeaux
- Cannes
- Lille
- Lyon
- Marseille
- Nantes
- Nice
- Strasbourg
- Toulouse
- Avignon
- Le Mans
- Rouen
- Tours
- Le Havre
- Rennes
- Quimper
- Brest
- Montpellier

### Bjerge
- Mont Blanc, Alpes, 4.810 meter.
- Vignemale, Pyrenæerne, 3.298 meter.
- Mont Ventoux, 1.912 meter.
- Crêt de la neige, Jura 1.720 meter.
- Grand Ballon eller ballon de Guebwiller, Vosges, 1.424 meter.
- Puy de Sancy, Centralmassivet, 1.886 meter.

### Regioner
Der er 13 regioner og 96 departementer i selve Frankrig (formelt er Korsika (Corse) dog ikke en region, men omtales almindeligvis som en region). Derudover ligger fem regioner og fem departementer med 129 kommuner uden for det europæiske Frankrig. Disse departementer og regioner kaldes Départements et régions d'outre-mer (DOM-TOM) eller siden 2003 DOM-ROM/COM, det vil sige oversøiske departementer, regioner og kollektiviteter.
Departementerne er nummererede, og disse numre blev frem til 2008 anvendt på bilers nummerplader. Siden har EU-nummerplader erstattet dette system. Departementerne ledes af en prefekt udpeget af regeringen og en folkevalgt forsamling.
De oversøiske departementer (les DOMs) er tidligere franske kolonier, der i dag har samme eller tilsvarende status som det egentlige Frankrig. De betragtes som dele af Frankrig (og dermed også EU) snarere end som afhængige territorier. De oversøiske territorier og lande (les ROMs og les COMs) udgør dele af den franske republik, men anses ikke som en del af Europa eller EU. På trods af dette anvendes euro som valuta også i disse områder. Frankrig kontrollerer også et antal øer i det Indiske ocean og Stillehavet: Ny Kaledonien, Fransk Polynesien, Wallis og Futuna og de Franske Sydlige og Antarktiske Territorier (de såkaldte TAAF), (Terre Adelie, 432.000 km², dog under den antarktiske traktats jurisdiktion).

## Økonomi
Den franske økonomi er en af verdens højst udviklede, er orienteret mod højteknologi og regnes som verdens femtestørste efter USA, Japan og Tyskland.
Ifølge WTO var Frankrig i 2003 verdens femtestørste vareeksportør efter USA, Tyskland, Japan og Kina og den fjerdestørste importør efter USA, Tyskland og Kina.
Frankrigs vigtigste mineralressourcer er kul og jern i Lorrainedalen og bauxit i den sydlige del af Frankrig.
Frankrig er, efter USA, verdens næststørste producent af elektricitet produceret på atomkraftværker.

## Retsvæsen
Retsvæsnet i Frankrig er opdelt i de administrative domstole og de ordinære domstole. I hver af de to dele består domstole af tre instanser. Øverste instans i de ordinære domstole er Cour de cassation og for de administrative Conseil d'Etat.

## Demografi

### Sprog
Fransk er Frankrigs officielle sprog, og de fleste franskmænd har fransk som modersmål. Væsentlige regionale sprog er occitansk, korsikansk, bretonsk, catalansk, baskisk, nederlandsk og alsacisk. Det største indvandrersprog er arabisk.

### Religion
Katolicismen er Frankrigs største religion: 50-55 % af den franske befolkning er katolikker, mens 25-30 % erklærer sig som ikke-troende. Frankrigs næststørste religion er islam. Den praktiseres af omkring 10 % af befolkningen. Cirka 6 % af befolkningen er protestanter, mens omkring 4 % er ortodokse.

## Kultur
- Frankrigs nationaldag er den 14. juli (Bastilledagen).
- Franske forfattere har fået Nobelprisen i litteratur 12 gange.